# Tournavaux
Tournavaux é uma comuna francesa na região administrativa de Grande Leste, no departamento das Ardenas. Estende-se por uma área de 1,55 km². Em 2010 a comuna tinha 241 habitantes (densidade: 155,5 hab./km²).